# Nagy Károly (csillagász)
Nagy Károly (Komárom, 1797. december 6. – Párizs, 1868. március 2.) magyar matematikus, csillagász.

## Élete
Református családban született. Apja gyógyszerész volt, az ő nyomdokaiba lépett. 1824-ben megszerezte a legmagasabb gyógyszerészeti fokozatot, a „doctor chemiae” címet. Korán megtanult latin, német és francia, majd angol és arab nyelven.
Bécsben Joseph Johann von Littrow mellett gyakornokoskodott két évig, közben magántanításból élt. Itt ismerte meg Károlyi Lajos grófot is, akinek a pénzügyeit ezután rendbetette.
Az 1830-as lengyel szabadságharc leverése után  a lengyel emigránsokat francia úti okmányokkal támogatta.
Franciaországban megismerkedett François Jean Dominique Arago francia  fizikus-csillagásszal, aki később a bicskei csillagvizsgáló tervezésében segítette őt.
1832-ben a Magyar Tudományos Akadémia elődje, a Magyar Tudós Társaság levelező tagnak választotta. 1836-ban lett rendes tag. Ő tartotta a kapcsolatot az Amerikai Filozófiai Társasággal, amerikai utazásáról beszámolókat írt folyóiratba.
Ekkoriban ismerte meg Charles Babbage-et, akivel később aktív levelezésben állt a legújabb számológépek működéséről, és Georg Simon Plössl optikust, aki elsőrangú csillagászati műszereket készített.
Több magyar nyelvű ismeretterjesztő- és tankönyvet írt a matematikáról, felnőtteknek és gyerekeknek egyaránt.
1836-ban ismerkedett meg Batthyány Kázmér gróffal, akinek gazdasági ügyeit vezette. Ő tanította meg a magyar nyelvre is a grófot, megismertette őt Vörösmarty Mihállyal, valamint Széchenyi István, Wesselényi Miklós és Kossuth Lajos politikai nézeteivel.
Csillagászati táblázatokat is szerkesztett ekkoriban évkönyv számára, cikkeket írt üstökösökről, de hullócsillagokról és távcsövekről is. Szorgalmazta a méterrendszer bevezetését, de ez csak halála után 6 évvel valósult meg. Magyar nyelvű ég- és földgömböket készített, a magyarításban részt vett Bajza József, Bugát Pál és közeli barátja, Vörösmarty Mihály is. Az akkori szokástól eltérően nem művészi képekkel telehintett éggömböt csinált.
A hazai mértékrendszer szabványosításának szószólója. 1839-től szorgalmazta a méterrendszer hazai bevezetését, 1844-ben, Párizsban saját költségén vásárolt is egy-egy platinából készült méter, kilogramm és liter etalont, azonban azok csak jóval később, 1874-ben váltak hivatalos hitelesítő ősmértékké.
1841-ben Pozsonyban névtelenül jelent meg „Daguerréotyp” című műve, amely a korabeli társadalmat mutatja be és elemzi, néhol javaslatokat is tesz.
1847-ben Bicskére költözött, megtakarításából 11 és fél holdas birtokot vett Batthyány Kázmér gróftól, amin csillagászati obszervatóriumot kezdett el létesíteni. Az 1848–49-es forradalom és szabadságharc után feljelentés alapján letartóztatják, mint felforgató republikánust (a csillagvizsgáló előtt amerikai zászló benyomását keltő zászló volt, de nem kívánta a királyság megszüntetését, csak alkotmányos királyságot). Szabadulása után külföldre ment, a csillagvizsgálót az államnak adományozta.
Bécsben,  majd haláláig Párizsban élt. Itt találkozott újra a gróffal (a gróf a Szemere-kormányban külügyminiszter volt a szabadságharc alatt), aki hamarosan meghalt.
Életének, munkásságának kutatására és ápolására, 2007-ben megalakult a Nagy Károly Csillagászati Alapítvány. Nevét viseli a 115059 Nagykároly kisbolygó.

## Művei
- Elemi arithmologia : arithmographia : 1. r. Arithmetika : számírás különös jegyekkel, Bécs, 1835
- Elemi arithmologia : arithmographia : 2. r. Algebra : számírás közönséges jegyekkel, Bécs, 1837
- A kis számító, Bécs, 1837
- A kis geometra, Bécs, 1838
- Daguerreotyp, Pozsony, 1841
- Az égi és földtekék használata. Bécs, 1840. Online
- Considérations sur les comètes. Párizs, 1862. Online
- Die Sonne und die Astronomie. Leipzig, 1866. Online